# Tratatul de la Londra (1867)
Tratatul de la Londra (în franceză Traité de Londres), denumit uneori al doilea tratat de la Londra după tratatul din 1839, a fost un tratat internațional semnat la 11 mai 1867. Acceptat în urma consecințelor Războiului Austro-Prusac și ale crizei luxemburgheze, el a avut consecințe semnificative pentru Luxemburg și pentru relațiile dintre Marile Puteri ale Europei.

## Efect
Efectul imediat al tratatului, prin primul său articol, a fost reafirmarea uniunii personale dintre Țările de Jos și Luxemburg, sub conducerea casei de Orange-Nassau. Criza luxemburgheză izbucnise după ce împăratul francez Napoleon al III-lea a încercat să cumpere Luxemburgul de la regele olandez Willem al III-lea. În consecință, păstrarea posesiunii olandeze asupra Luxemburgului, liberă de orice imixtiune franceză, devenise de importanță capitală pentru Prusia.
Neutralitatea Luxemburgului, stabilită prin primul tratat de la Londra, a fost reafirmată. Acele părți care nu semnaseră primul tratat urmau să devină garanți ai neutralității Luxemburgului (cu excepția Belgiei, și ea obligată la neutralitate).
Pentru a asigura neutralitatea Luxemburgului, fortificațiile din Luxemburg urmau să fie demolate și să nu mai fie niciodată reconstruite. Demolarea fortificațiilor a durat șaisprezece ani, a costat 1,5 milioane de franci aur, și a impus distrugerea a peste 24 km de structuri subterane și a 40.000 m² de cazemate, baterii, cazărmi etc. Mai mult, garnizoana prusacă, aflată în Luxemburg de la Congresul de la Viena din 1815, urma să fie retrasă.
Războiul austro-prusac a dus la prăbușirea Confederației Germane. Două foste membre ale acesteia, Marele Ducat al Luxemburgului și Ducatul Limburg, erau posesiuni ale regelui Țărilor de Jos. Pentru clarificarea acestei poziții în urma dispariției Confederației, tratatul de la Londra a afirmat sfârșitul confederației și a decis ca Luxemburg și Limburg să devină „părți integrante ale Regatului Țărilor de Jos”. Luxemburg urma să se realăture nou-reînființatei uniuni vamale germane, Zollverein, în care avea să rămână până la 1 ianuarie 1919.

## Semnatari
Tratatul a fost semnat de reprezentanți ai tuturor Marilor Puteri ale Europei:
- Imperiul Austriac, reprezentat de Rudolf Apponyi
- Regatul Belgiei, reprezentat de Sylvain Van de Weyer
- Imperiul Francez, reprezentat de prințul de La Tour d'Auvergne-Lauraguais
- Regatul Italiei, reprezentat de marchizul d'Azeglio
- Marele Ducat al Luxemburgului, reprezentat de baronul de Tornaco și de Emmanuel Servais
- Regatul Țărilor de Jos, reprezentat de baronul Bentinck
- Regatul Prusiei, reprezentat de contele Bernstorff-Stintenburg
- Imperiul Rus, reprezentat de baronul Brunnow
- Regatul Unit, reprezentat de Lord Stanley

Italia nu fusese invitată la început, dar regele Victor Emmanuel al II-lea i-a convins pe ceilalți monarhi să invite și un reprezentant al lui. Italia nu avea legături cu Luxemburgul, iar tratatul nu afecta direct Italia, dar a reprezentat prima ocazie cu care Italia a fost invitată să ia parte la o conferință internațională a Marilor Puteri, și astfel a avut valoare simbolică pentru regatul italian.